# Xã Chester, Quận Ottawa, Michigan
Xã Chester (tiếng Anh: Chester Township) là một xã thuộc quận Ottawa, tiểu bang Michigan, Hoa Kỳ. Năm 2010, dân số của xã này là 2.017 người.